# Komora gazowa

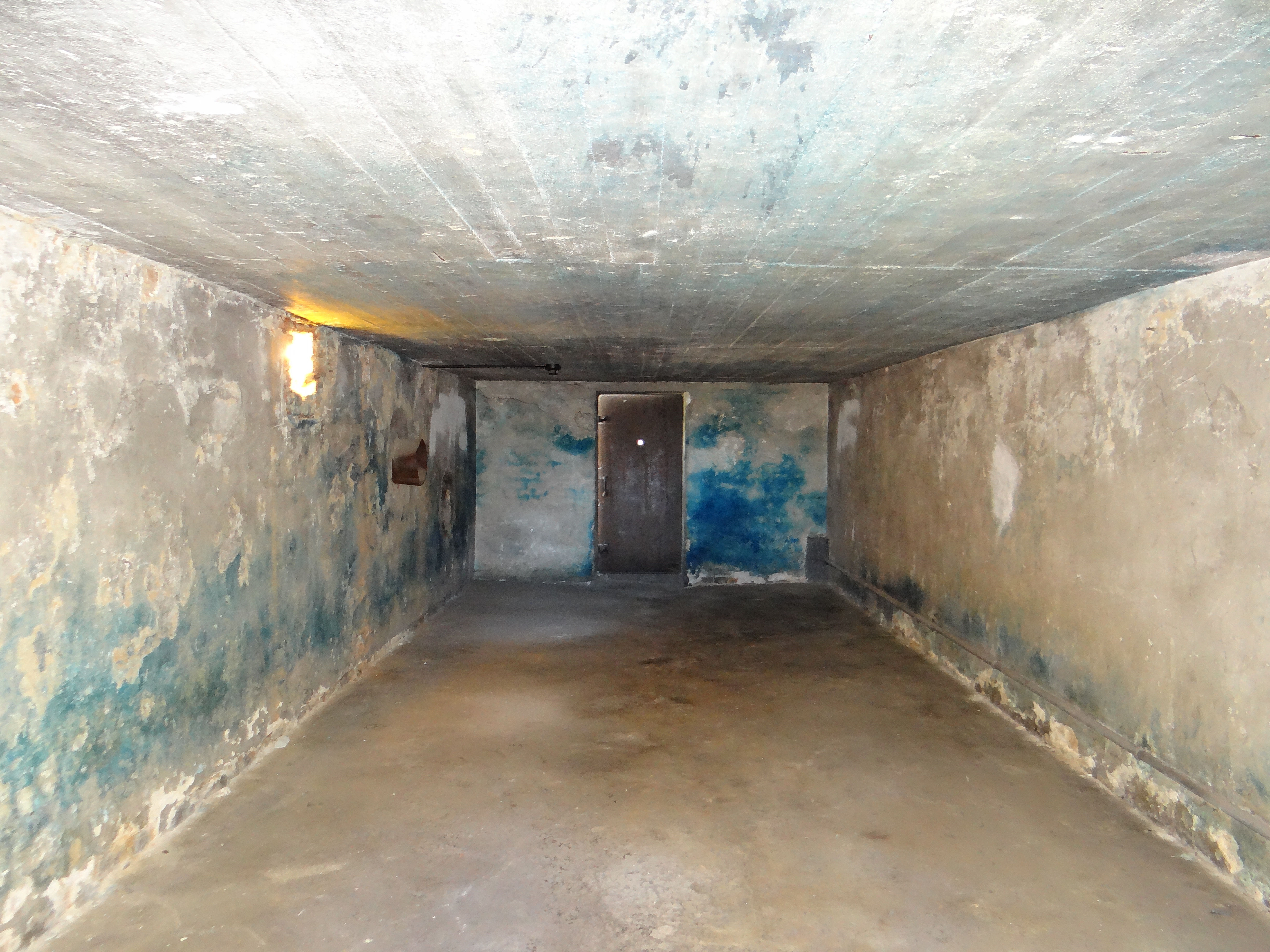
Komora gazowa w obozie koncentracyjnym na Majdanku

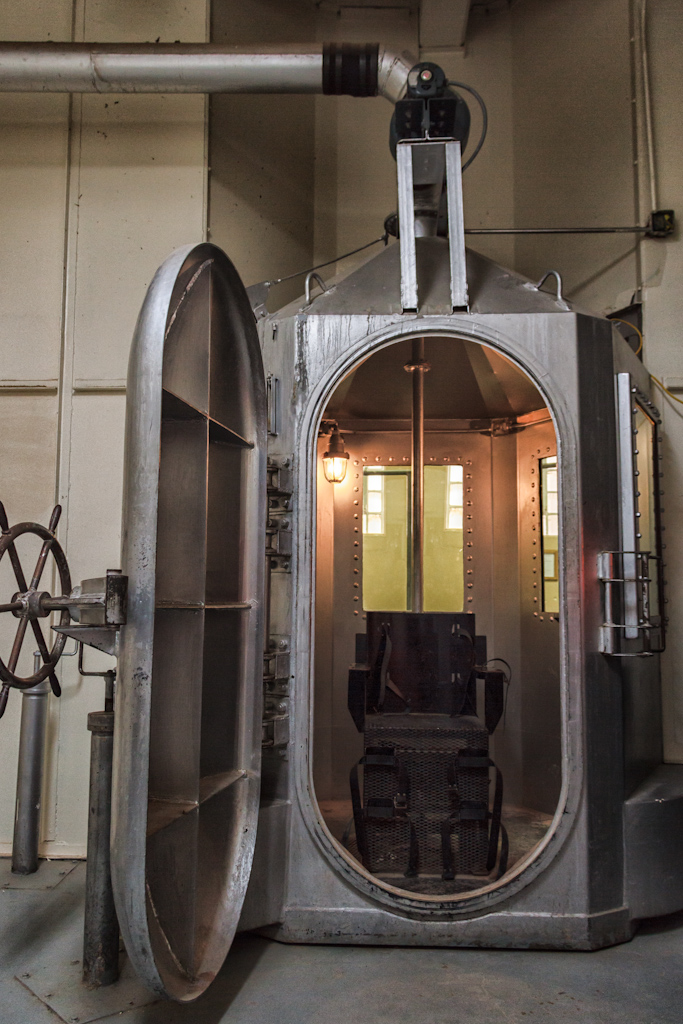
Komora gazowa stosowana w Więzienie Stanowe w Nowym Meksyku

Komora gazowa – urządzenie do uśmiercania ludzi (m.in. w związku z wykonywaniem wyroku śmierci) trującym gazem. Ma postać hermetycznej komory lub pomieszczenia, wyposażonego w instalację umożliwiającą przeprowadzenie reakcji chemicznej, w wyniku której powstaje śmiercionośny gaz – zwykle cyjanowodór – oraz usunięcie i neutralizację tego gazu. Zwykle istnieją w niej okna, aby świadkowie mogli obserwować przebieg egzekucji. 
Komory gazowe były wykorzystywane przez Niemców podczas II wojny światowej w obozach zagłady i obozach koncentracyjnych. Ostatnią egzekucję w komorze gazowej wykonano w 1999 roku w stanie Arizona w Stanach Zjednoczonych.

## Wynalezienie i stosowanie w USA
W komorze znajduje się krzesło, do którego na czas egzekucji przytwierdzany jest skazaniec. Z reguły za (lub pod) krzesłem znajduje się pojemnik, w którym zachodzi reakcja chemiczna. Kat wpuszcza do pojemnika kwas chlorowodorowy (solny). Po napełnieniu zbiornika do pojemnika wrzucona zostaje pewna ilość cyjanku potasu lub cyjanku sodu. W wyniku reakcji chemicznej powstaje cyjanowodór wdychany przez skazańca. Po stwierdzeniu zgonu gaz jest usuwany przez wysokowydajne wentylatory i oczyszczony przez płuczki. Ciało zostaje usunięte później (czasami nawet kilka godzin po stwierdzeniu zgonu za pomocą aparatury przytwierdzonej do ciała skazańca) przez ekipę w specjalnych kombinezonach.
     komora gazowa jest wykorzystywana
     komora gazowa dawniej była wykorzystywana
     nigdy nie używano komory gazowej

Stany, w których:
komora gazowa jest wykorzystywana
komora gazowa dawniej była wykorzystywana
nigdy nie używano komory gazowej

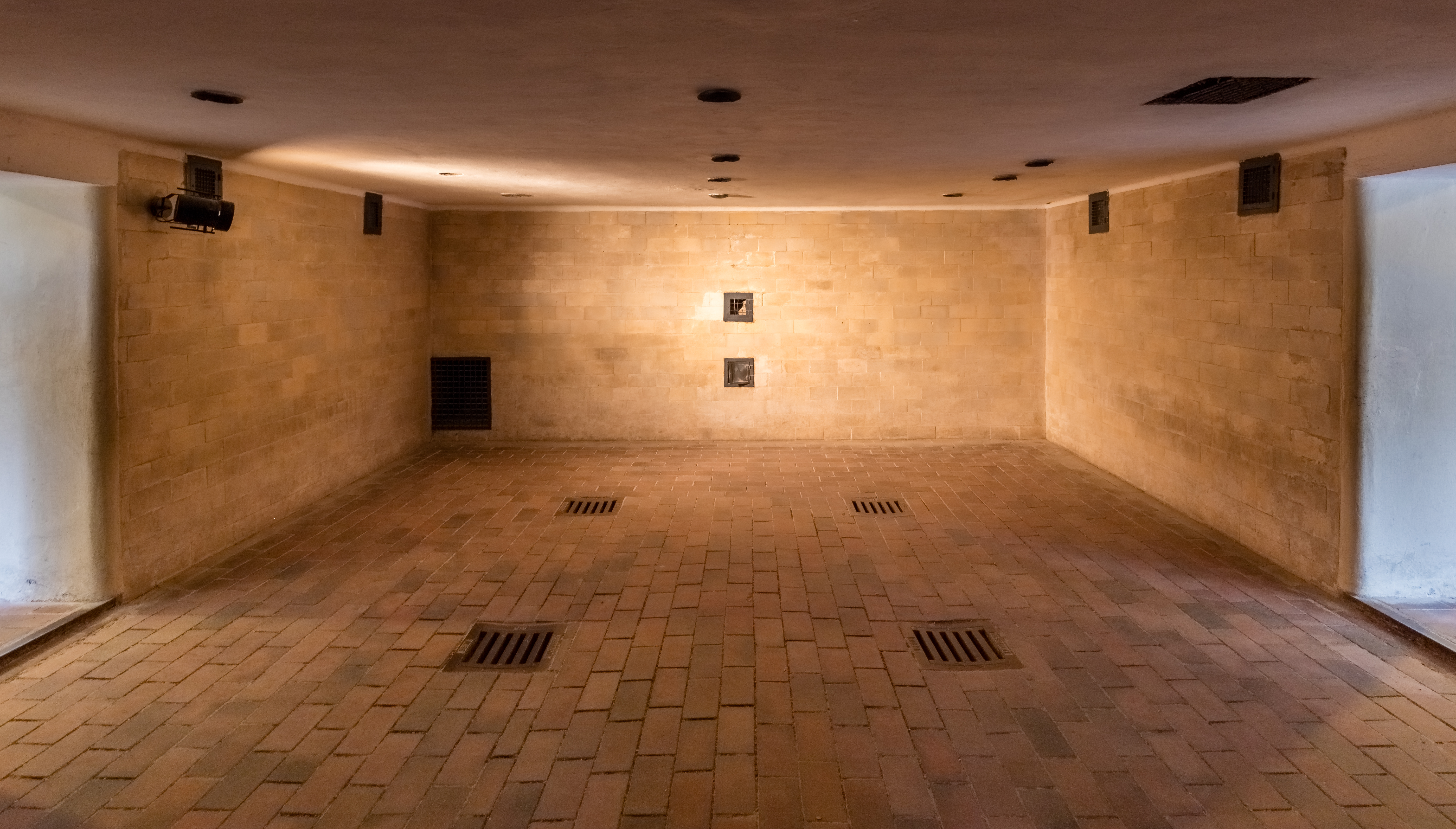
Komora gazowa w KL Dachau

Komora gazowa została wynaleziona w USA. Pomysłodawcą tego sposobu zabijania był amerykański lekarz wojskowy, major Delos A. Turner (podobno zainspirowały go skutki użycia gazów bojowych w czasie I wojny światowej). Pierwszą osobą zgładzoną w ten sposób był chiński imigrant Gee Jon, na którym wykonano wyrok śmierci w 1924 r. w więzieniu stanowym w Carson City w Nevadzie (USA), wpuszczając gaz do jego celi podczas snu.
Po przywróceniu kary śmierci w USA w roku 1976 odbyło się tylko 11 egzekucji w komorze gazowej. Pierwszy przypadek w 1979 w Nevadzie. Ostatnią egzekucję wykonano w roku 1999 w stanie Arizona. Stracono wówczas niemieckiego obywatela Waltera LaGranda (sam wybrał tę metodę). 
Dziś komór gazowych, podobnie jak i krzesła elektrycznego, (po przywróceniu kary śmierci odbyło się ponad 150 egzekucji, głównie na Południu) prawie się nie używa. Nigdzie nie jest już jedyną metodą uśmiercania, choć jej wykonywanie nadal jest prawnie dopuszczalne. Co prawda w latach 90. federalny Sąd Apelacyjny dla Dziewiątego Okręgu co najmniej dwukrotnie orzekał, że egzekucja w komorze gazowej jest niezgodna z ósmą poprawką do Konstytucji USA (Fierro v. Gomez, LaGrand v. Stewart), jednak wyroki te były później uchylane (niejednogłośnie) przez Sąd Najwyższy USA. Inne federalne sądy apelacyjne wydawały wyroki, w których utrzymywały legalność wykorzystywania komór gazowych - np. Gray v. Lucas (Piąty Okręg, 1983) czy Hunt v. Nuth (Czwarty Okręg, 1995).
Wśród osób straconych w komorze gazowej w USA znaleźli się między innymi:
- Gee Jon (Nevada, 1924)
- Barbara Graham(inne języki) (Kalifornia, 1955, jej głośna i kontrowersyjna sprawa stała się kanwą dwóch filmów)
- Jack Gilbert Graham(inne języki) (Kolorado, 1957)
- Harvey Murray Glatman (Kalifornia, 1959)
- Leonard Shockley (Maryland, 1959, ostatnia osoba niepełnoletnia w czasie egzekucji)
- Caryl Chessman (Kalifornia, 1960)
- Elizabeth Duncan (Kalifornia, 1962, ostatnia kobieta stracona w USA przed 1984)
- Jesse Bishop(inne języki) (Nevada, 1979, trzecia stracona po przywróceniu kary śmierci i pierwsza w komorze od 1967)
- Jimmy Lee Gray(inne języki) (Missisipi, 1984)
- Walter LaGrand(inne języki) (Arizona, 1999)
- Kenneth Eugene Smith (Alabama, 2024, pierwsze wykonanie z użyciem gazu azotowego)

## Wykorzystanie komór gazowych podczas II wojny światowej
W czasie II wojny światowej Niemcy wykorzystywali do zabijania spaliny samochodowe (taki sposób stosowano np. w obozie zagłady Kulmhof koło Chełmna nad Nerem), a wcześniej – realizując program „eutanazji” „osobników niepełnowartościowych” (głównie osób upośledzonych umysłowo) w ramach tzw. T4 Aktion – eksperymentowali z tlenkiem węgla i spalinami w adaptowanych pomieszczeniach murowanych lub na samochodach. W ramach tego programu w Łodzi, w szpitalu psychiatrycznym w Kochanówce, w marcu 1940 roku zgładzono w mobilnych komorach gazowych 540 upośledzonych bądź chorych psychicznie osób, głównie dzieci. Na przełomie maja i czerwca 1940 roku pod kierownictwem Wilhelma Koppego w samochodowych komorach gazowych zamordowano ponad 2000 niepełnosprawnych pacjentów z ośrodka opieki w Działdowie (1558 Niemców i ok. 500 Polaków).
Realizując program ludobójstwa Niemcy zaczęli używać zarówno gazów spalinowych, jak i preparatu cyjanowodoru cyklonu B do zabijania ludzi w dużych, stacjonarnych komorach gazowych (zaaranżowanych jako zbiorowe łaźnie na kilkaset osób) w niemieckich obozach zagłady i koncentracyjnych. Od marca 1942 roku takie komory gazowe uruchomiono w obozie zagłady w Bełżcu, a następnie w obozach zagłady w Sobiborze i Treblince. Komory gazowe funkcjonowały w większości niemieckich obozów koncentracyjnych położonych na terenie okupowanej Polski, m.in. w Auschwitz-Birkenau i na Majdanku. 

## Kontrowersje
Wykonywanie wyroków śmierci przy użyciu komory gazowej jest krytykowane za zbytnie okrucieństwo (agonia nie jest bezbolesna, trwa kilka minut, zdarzały się liczne przypadki nieudanych egzekucji) i w 2006 r. jest dopuszczalne w 4 stanach USA jako jedna z możliwości (skazaniec ma do wyboru sposób, w jaki ma być wykonana egzekucja), tj. w Kalifornii, Maryland, Arizonie i Missouri. W Wyoming, jeżeli stosowanie zastrzyku trucizny zostanie kiedykolwiek uznane za niezgodne z konstytucją, komora stanie się „metodą zastępczą”.